# Art (tên riêng)

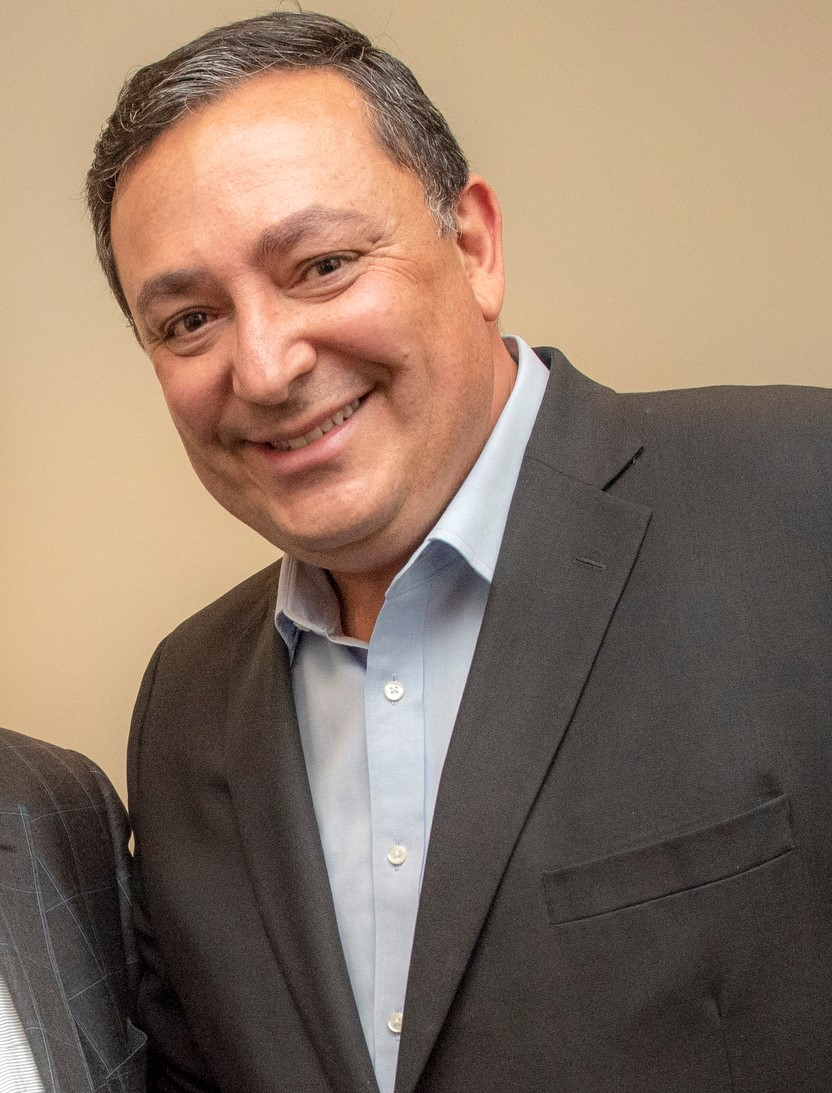
Hubert Arturo Acevedo (sinh ngày 31 tháng 7 năm 1964) là một sĩ quan cảnh sát người Mỹ, trước đây từng là cảnh sát trưởng lâm thời của Sở cảnh sát Aurora, cảnh sát trưởng Sở cảnh sát Austin, Sở cảnh sát Houston và Sở cảnh sát Miami. Trước khi trở thành cảnh sát trưởng, ông là thành viên của Đội tuần tra xa lộ California.

Art là một tên riêng cho nam giới trong tiếng Ireland, có nguồn gốc từ thần thoại Ireland. Mặc dù tên gọi Arthur có nguồn gốc từ tiếng Wales thường được rút ngắn thành Art, tên Art trong tiếng Ireland thường bị dịch sai thành Arthur.